# Chorotega saxi
Chorotega saxi är en stekelart som beskrevs av John S. Noyes 2004. Chorotega saxi ingår i släktet Chorotega och familjen sköldlussteklar.
Artens utbredningsområde är Costa Rica. Inga underarter finns listade i Catalogue of Life.